# Liste des députés de la troisième législature du Landtag de Rhénanie-Palatinat
Cette liste présente les 100 membres de la 3e législature du Landtag de Rhénanie-Palatinat au moment de leur élection le 15 mai 1955 lors des élections régionales de 1955 en Rhénanie-Palatinat. Elle présente les élus du land et précise si l'élu a été élu dans le cadre d'une des 7 circonscriptions.

## Répartition des sièges

Répartition des sièges du Landtag de Rhénanie-Palatinat en 1955

| Parti | Parti                                        | Voix      | Voix  | Sièges  | Sièges        | Sièges | Sièges | Sièges |
| Parti | Parti                                        | Votes     | %     | Députés | +/-           |        |        |        |
| ----- | -------------------------------------------- | --------- | ----- | ------- | ------------- | ------ | ------ | ------ |
|       | Union chrétienne-démocrate d'Allemagne (CDU) | 741 384   | 46,81 | 51      | 8             |        |        |        |
|       | Parti social-démocrate d'Allemagne (SPD)     | 501 751   | 31,68 | 37      | 1             |        |        |        |
|       | Parti libéral-démocrate (FDP)                | 201 847   | 12,74 | 12      | 7             |        |        |        |
|       |                                              |           |       |         |               |        |        |        |
| Total | Total                                        | 1 583 829 | 100   | 100     | en stagnation |        |        |        |

## Élus
| Circonscription           | Nom                                       |  | Parti |
| ------------------------- | ----------------------------------------- |  | ----- |
| Troisième circonscription | Ernst Adams                               |  | CDU   |
| Première circonscription  | Peter Altmeier                            |  | CDU   |
| Première circonscription  | Georg Bauer                               |  | SPD   |
| Première circonscription  | Bruno Becher                              |  | FDP   |
| Cinquième circonscription | Johann Beckenbach                         |  | SPD   |
| Troisième circonscription | Adolf Billen                              |  | CDU   |
| Première circonscription  | Wilhelm Boden                             |  | CDU   |
| Sixième circonscription   | Franz Bögler                              |  | SPD   |
| Deuxième circonscription  | Paul Brenner                              |  | CDU   |
| Cinquième circonscription | Heinz Brühne                              |  | SPD   |
| Deuxième circonscription  | Hans Brune                                |  | SPD   |
| Troisième circonscription | Karl Christoffel                          |  | CDU   |
| Deuxième circonscription  | Franz Claus                               |  | FDP   |
| Première circonscription  | Carola Dauber                             |  | SPD   |
| Quatrième circonscription | Rudolf Dauber                             |  | CDU   |
| Première circonscription  | Michael Dedenbach                         |  | SPD   |
| Septième circonscription  | Jakob Demmerle                            |  | CDU   |
| Sixième circonscription   | Albert Detzel                             |  | CDU   |
| Deuxième circonscription  | Jacob Diel                                |  | CDU   |
| Troisième circonscription | Josef Dohr                                |  | FDP   |
| Deuxième circonscription  | Wilhelm Dröscher                          |  | SPD   |
| Sixième circonscription   | Fritz Ecarius                             |  | CDU   |
| Sixième circonscription   | Albert Finck                              |  | CDU   |
| Cinquième circonscription | Jockel Fuchs                              |  | SPD   |
| Septième circonscription  | Willibald Gänger                          |  | SPD   |
| Troisième circonscription | Mathilde Gantenberg                       |  | CDU   |
| Cinquième circonscription | Emil Erwin Gaul                           |  | FDP   |
| Sixième circonscription   | Emil Geörger                              |  | CDU   |
| Septième circonscription  | Fritz Glahn                               |  | FDP   |
| Sixième circonscription   | August Glesius                            |  | FDP   |
| Troisième circonscription | Amely Goebel                              |  | CDU   |
| Deuxième circonscription  | Otto Groß                                 |  | FDP   |
| Première circonscription  | Georg Habighorst                          |  | CDU   |
| Première circonscription  | Friedrich Wilhelm Hachenberg              |  | CDU   |
| Troisième circonscription | Karl Haehser                              |  | SPD   |
| Quatrième circonscription | August Hanz                               |  | CDU   |
| Première circonscription  | Willi Hartung                             |  | SPD   |
| Quatrième circonscription | Julius Haxel                              |  | SPD   |
| Première circonscription  | Heinrich Heege                            |  | CDU   |
| Deuxième circonscription  | Johannes Christoph Hermann von der Heiden |  | CDU   |
| Sixième circonscription   | Franz Heller                              |  | CDU   |
| Sixième circonscription   | Luise Herklotz                            |  | SPD   |
| Première circonscription  | Susanne Hermans-Hillesheim                |  | CDU   |
| Septième circonscription  | Eugen Hertel                              |  | SPD   |
| Cinquième circonscription | Willy Hitter                              |  | SPD   |
| Sixième circonscription   | Gustav Hülser                             |  | CDU   |
| Quatrième circonscription | Paul Kalinowski                           |  | CDU   |
| Sixième circonscription   | Eduard Kern                               |  | FDP   |
| Deuxième circonscription  | Friedrich Klein                           |  | SPD   |
| Quatrième circonscription | Werner Klein                              |  | FDP   |
| Sixième circonscription   | Jakob Kluding                             |  | CDU   |
| Cinquième circonscription | Lucie Kölsch                              |  | SPD   |
| Troisième circonscription | Hans König                                |  | SPD   |
| Première circonscription  | Heinz Korbach                             |  | CDU   |
| Deuxième circonscription  | Clemens Kost                              |  | CDU   |
| Deuxième circonscription  | Karl Kuhn                                 |  | SPD   |
| Cinquième circonscription | Ernst Kunkel                              |  | CDU   |
| Sixième circonscription   | Maxim Kuraner                             |  | SPD   |
| Cinquième circonscription | Georg Lebert                              |  | SPD   |
| Sixième circonscription   | Ernst Lorenz                              |  | SPD   |
| Première circonscription  | Max Lotz                                  |  | FDP   |
| Septième circonscription  | Hans Lutwitzi                             |  | CDU   |
| Cinquième circonscription | Günter Markscheffel                       |  | SPD   |
| Cinquième circonscription | Willibald Martenstein                     |  | FDP   |
| Deuxième circonscription  | Wilhelm Maschke                           |  | SPD   |
| Cinquième circonscription | Hermann Matthes                           |  | CDU   |
| Sixième circonscription   | Adolf Merz                                |  | SPD   |
| Première circonscription  | Otto Mockenhaupt                          |  | SPD   |
| Sixième circonscription   | Herbert Müller                            |  | SPD   |
| Sixième circonscription   | Walter Müller                             |  | SPD   |
| Deuxième circonscription  | Hanns Neubauer                            |  | CDU   |
| Quatrième circonscription | Wilhelm Nowack                            |  | FDP   |
| Première circonscription  | Werner Peters                             |  | CDU   |
| Première circonscription  | Heinrich Pickel                           |  | CDU   |
| Troisième circonscription | Max Günther Piedmont                      |  | FDP   |
| Deuxième circonscription  | Clemens Platten                           |  | CDU   |
| Sixième circonscription   | Ludwig Reichling                          |  | CDU   |
| Septième circonscription  | Albert Reinhard                           |  | FDP   |
| Cinquième circonscription | Johannes Baptist Rösler                   |  | CDU   |
| Septième circonscription  | Ignaz Roth                                |  | SPD   |
| Septième circonscription  | Adolf Wilhelm Rothley                     |  | SPD   |
| Septième circonscription  | Julius Rüb                                |  | SPD   |
| Septième circonscription  | Ludwig Rupertus                           |  | CDU   |
| Troisième circonscription | Erich Wilhelm Sartor                      |  | FDP   |
| Quatrième circonscription | Otto Sassenroth                           |  | SPD   |
| Troisième circonscription | Julius Saxler                             |  | CDU   |
| Sixième circonscription   | August Schäfer                            |  | SPD   |
| Quatrième circonscription | Ludwig Schlemmer                          |  | CDU   |
| Cinquième circonscription | Josef Schlick                             |  | CDU   |
| Quatrième circonscription | Otto Schmidt                              |  | SPD   |
| Septième circonscription  | Fritz Schneider                           |  | FDP   |
| Deuxième circonscription  | Heinrich Schneider                        |  | SPD   |
| Septième circonscription  | Max Schuler                               |  | CDU   |
| Cinquième circonscription | Fritz-Rudolf Schultz                      |  | FDP   |
| Sixième circonscription   | Ludwig Schuster                           |  | CDU   |
| Septième circonscription  | Hermann Seibel                            |  | CDU   |
| Première circonscription  | Elfriede Seppi                            |  | SPD   |
| Deuxième circonscription  | Karl Josef Simonis                        |  | CDU   |
| Sixième circonscription   | Oskar Stübinger                           |  | CDU   |
| Première circonscription  | Hubert Teschner                           |  | CDU   |
| Troisième circonscription | Hubert Thome                              |  | CDU   |
| Quatrième circonscription | Rudolf Tönges                             |  | CDU   |
| Septième circonscription  | Fritz Volkemer                            |  | SPD   |
| Cinquième circonscription | Heinrich Völker                           |  | SPD   |
| Troisième circonscription | Otto van Volxem                           |  | CDU   |
| Première circonscription  | August Wacker                             |  | CDU   |
| Deuxième circonscription  | Valentin Wallauer                         |  | FDP   |
| Troisième circonscription | Nikolaus Weis                             |  | CDU   |
| Deuxième circonscription  | Jakob Werle                               |  | CDU   |
| Cinquième circonscription | Wilhelm Westenberger                      |  | CDU   |
| Cinquième circonscription | Ernst Jakob Wetzel                        |  | CDU   |
| Septième circonscription  | Fritz Wilms                               |  | FDP   |
| Première circonscription  | Paul Wingendorf                           |  | CDU   |
| Sixième circonscription   | Johannes Wolf                             |  | CDU   |
| Troisième circonscription | Maria Wolf                                |  | SPD   |
| Sixième circonscription   | Paul Wolf                                 |  | SPD   |
| Troisième circonscription | August Wolters                            |  | CDU   |
| Quatrième circonscription | Alois Zimmer                              |  | CDU   |